# Путнам (окръг, Ню Йорк)
Окръг Путнам (на английски: Putnam County) е окръг в щата Ню Йорк, Съединени американски щати. Площта му е 637 km², а населението - 99 323 души (2017). Административен център е град Кармел.